# Bob Ormsby
Robert B. Ormsby, detto Bob (20 maggio 1963), è un ex sciatore alpino statunitense.

## Biografia
Specialista delle prove tecniche nato nella contea di Contra Costa e originario della regione del lago Tahoe, Ormsby in Coppa del Mondo debuttò nel 1984 e ottenne il primo piazzamento il 23 marzo 1985 a Heavenly Valley in slalom speciale (13º); ai XV Giochi olimpici invernali di Calgary 1988, sua unica presenza olimpica, si classificò 34º nello slalom gigante e non completò lo slalom speciale, mentre ai Mondiali di Vail 1989 fu 13º nella combinata, suo unico piazzamento iridato. In Coppa del Mondo conquistò il miglior risultato il 5 marzo 1989 a Furano in slalom speciale (10º) e ottenne l'ultimo piazzamento della sua carriera agonistica, il 12 agosto dello stesso anno a Thredbo nella medesima specialità (12º).

## Palmarès

### Coppa del Mondo
- Miglior piazzamento in classifica generale: 76º nel 1989

### Campionati statunitensi
- 3 medaglie (dati parziali):
  - 2 ori (entrambi in slalom speciale[1], tra i quali: slalom speciale[2] nel 1987)
  - 1 bronzo (slalom speciale[3] nel 1989)